# Primos
Primos foi uma série de desenho animado estadunidense no Disney Channel. A série estreou no Disney Channel nos Estados Unidos em 25 de julho de 2024, e os primeiros nove episódios foram lançados no Disney+ em 27 de julho. Em 21 de maio de 2024, sua estreia foi adiada pela quarta vez, e sem data definitiva, com o objetivo de realizar uma reestruturação do seriado.
Em 27 de maio de 2025, foi confirmado que a Disney havia cancelado a série, descartando assim a produção de uma segunda temporada. Dada a polêmica inicial, tornou-se a primeira produção animada da história da Disney Television Animation a não estrear com dublagem na América Latina, seja em português ou espanhol, sendo lançada apenas em Portugal e Espanha.

## Enredo
Tater, uma garota estadunidense de ascendência mexicana, é uma excêntrica menina de 10 anos com grandes sonhos e, sem ela saber, também tem um certo "fator" que a torna excepcional. Quando seus 12 primos se mudam para o verão, eles a ajudam a descobrir o que está acontecendo. As aspirações e a imaginação de Tater são vistas através de anotações em seu diário supersecreto, que transforma seus pensamentos mais profundos em sequências de animação. Nas palavras da criadora, que é estadunidense de ascendência mexicana, ele se passa nos verões da infância passados com seus primos sob o mesmo teto, e na comédia que nasce desse cenário maravilhosamente agitado. Segundo ela, quando criança, não via a si mesma ou sua cultura latino-americana representada na televisão, por isso dizia estar muito animada em apresentar como era a dinâmica de sua família através desses novos personagens e histórias da Disney.

## Controvérsias

### Recepção
Após o lançamento da abertura do programa, a série foi notavelmente repudiada, principalmente pelos mexicanos que sentiram que o programa apresenta estereótipos negativos e repetitivos sobre sua cultura. Um dos aspectos mais criticados da abertura foi o uso indevido da língua espanhola, repetindo várias vezes a frase '¡Oye primos!' (o que em português deveria ser 'Olha, primos'). O problema é que a palavra 'Oye' deve ser conjugada no plural para fazer sentido em espanhol, sendo 'oigan'. A criadora da série, Natasha Kline, defendeu a enredo do programa, observando que é fiel às suas próprias experiências pessoais, como estadunidense de ascendência mexicana. A controvérsia resultou na remoção da abertura nas redes sociais como Facebook e Twitter, embora ainda esteja disponível para visualização no YouTube. O vídeo conta até o final de junho de 2023 com mais de 100.000 dislikes.
Outros aspectos da série também foram fortemente criticados. O subúrbio de Hollywood onde vive Tater é chamado "Terremoto Heights" (Alturas na Terremoto), o que não só causou reclamações no México, mas também em países como o Chile, já que ambos ao longo da história sofreram destruição e morte devido a essas catástrofes, pelas quais considerou uma piada de mau gosto e muito insensível. Outros elementos presentes na abertura que foram criticados foram: que o bairro onde se passa a história era muito sujo; que se desse um aspecto de 'deserto' ao cenário, forçando o estereótipo mexicano; que todos os primos de Tater junto com ela dormiam amontoados no mesmo quarto, muito bagunçado e sujo; e que os nomes dos personagens eram ridículos demais, a ponto de até um deles soar grosseiro em certos países hispanos. Por fim, a polêmica se espalhou pela maioria dos países da América Espanhola, chegando até a Espanha. Isso apareceu em vários meios de comunicação e até em telejornais desses países.

### Resposta de Myrna Velasco
Myrna Velasco, voz da Tater, quem é atriz estadunidense de ascendência hispano-americana, respondeu às críticas por meio do Instagram, não levando em consideração um comentário que um usuário fez indicando seu uso indevido da língua espanhola, em uma postagem sobre o programa em sua conta no Instagram. Além disso, ele fez uma declaração que irritou ainda mais os internautas:
Gostaria de lembrar que a língua espanhola não é latino-americana, é uma língua que os conquistadores espanhóis obrigaram os latino-americanos a aprender. A única razão pela qual somos latinos e não nativos americanos é por causa dessa distinção. Fique bravo comigo o quanto quiser pelos meus erros de ortografia e pronúncia incorreta de palavras em espanhol. Isso não tira o fato de que sou uma mulher mexicana-americana e nativa-americana.
Essas declarações foram feitas em inglês em suas histórias no Instagram. As críticas não demoraram a chegar, chamando-a de "hipócrita" por apontar o espanhol como "língua imposta pelos conquistadores", enquanto ela falava em inglês. O ódio gerado foi tanto que os stories foram removidos, e seu perfil permaneceu privado. No entanto, suas histórias foram gravadas antes que ela as apagara, sendo recarregadas por outros no Twitter.

### Piloto
Dias depois, vazaram o episódio piloto no Tiktok. Nela, é explicado que Tater é uma garota que costuma ter problemas para falar espanhol, já que costuma ter o inglês como língua principal, por isso comete erros ao falar. Inexplicavelmente, Velasco não soube usar esse argumento para se defender, e o estrago já estava feito. De qualquer forma, o piloto vazado recebeu críticas transversais do público hispano-americano, apontando-o como "medíocre e estereotipado", pedindo à Disney que cancelasse o projeto o mais rápido possível.

### Atrasos sucessivos e data de lançamento incerta
Após o vazamento do episódio piloto, a data de estreia foi adiada indefinidamente. No início de agosto de 2023, a Disney publicaria um novo trailer de "Primos" no X/Twitter com os comentários desativados, mas por motivos desconhecidos ele seria excluído minutos depois, sendo atualmente o material perdido. Posteriormente, seria confirmado o segundo atraso da série, sendo a data de estreia agora 19 de janeiro de 2024, porém, tal estreia nunca se concretizou, sendo descartada em novembro de 2023.
No final de novembro de 2023, foi anunciado que a série foi novamente adiada, tendo sua estreia oficial anunciada no Disney Channel, nos Estados Unidos e Canadá, em 6 de junho de 2024. Embora a série tenha sido anunciada para estrear no Disney Channel nos Estados Unidos e Canadá em 6 de junho de 2024, isso nunca aconteceu. Anteriormente, em 21 de maio, foi relatado na mídia de fãs da Disney que a série havia adiado sua estreia pela quarta vez, pois não apareceu nas grades de programação de 6 de junho, e sem uma data de lançamento definitiva, a fim de reestruturar o programa, devido à controvérsia.

### Estreia definitiva
A série estreou no Disney Channel nos Estados Unidos em 25 de julho de 2024, e os primeiros nove episódios foram lançados no Disney+ em 27 de julho. A estreia foi confirmada pela sua criadora Natasha Kline, no Los Angeles Times, que finalmente aconteceria depois de todos os atrasos. Embora já esteja em processo de produção uma dublagem para a língua francesa, que provavelmente seria lançada na França e no Canadá até julho de 2024, ainda não há notícias de transmissão do programa na América Espanhola ou no Brasil. Em Portugal, estreou no Disney Channel em 16 de setembro de 2024.

### Cancelamento da série
Por decisão da Disney, a produção do programa foi interrompida em 27 de maio de 2025. Embora não tenha sido declarado diretamente que a série foi cancelada, veículos de comunicação relataram que fontes da produção da Disney os informaram que o desenho animado "encerrou a produção", o que foi interpretado como se a série tivesse terminado após o episódio final da primeira temporada, originalmente programado para ir ao ar em 5 de março de 2025.